# Kabinett Theodore Roosevelt
Theodore Roosevelt war der jüngste Präsident in der Geschichte der Vereinigten Staaten. Im Alter von 42 Jahren trat er am 14. September 1901 sein Amt an, nachdem sein Vorgänger William McKinley einem Attentat zum Opfer gefallen war. Zuvor hatte Roosevelt seit dem März desselben Jahres unter ihm als Vizepräsident amtiert. Bei der Präsidentschaftswahl 1904 konnte er sein Amt gegen den Demokraten Alton B. Parker ohne Mühe verteidigen. 

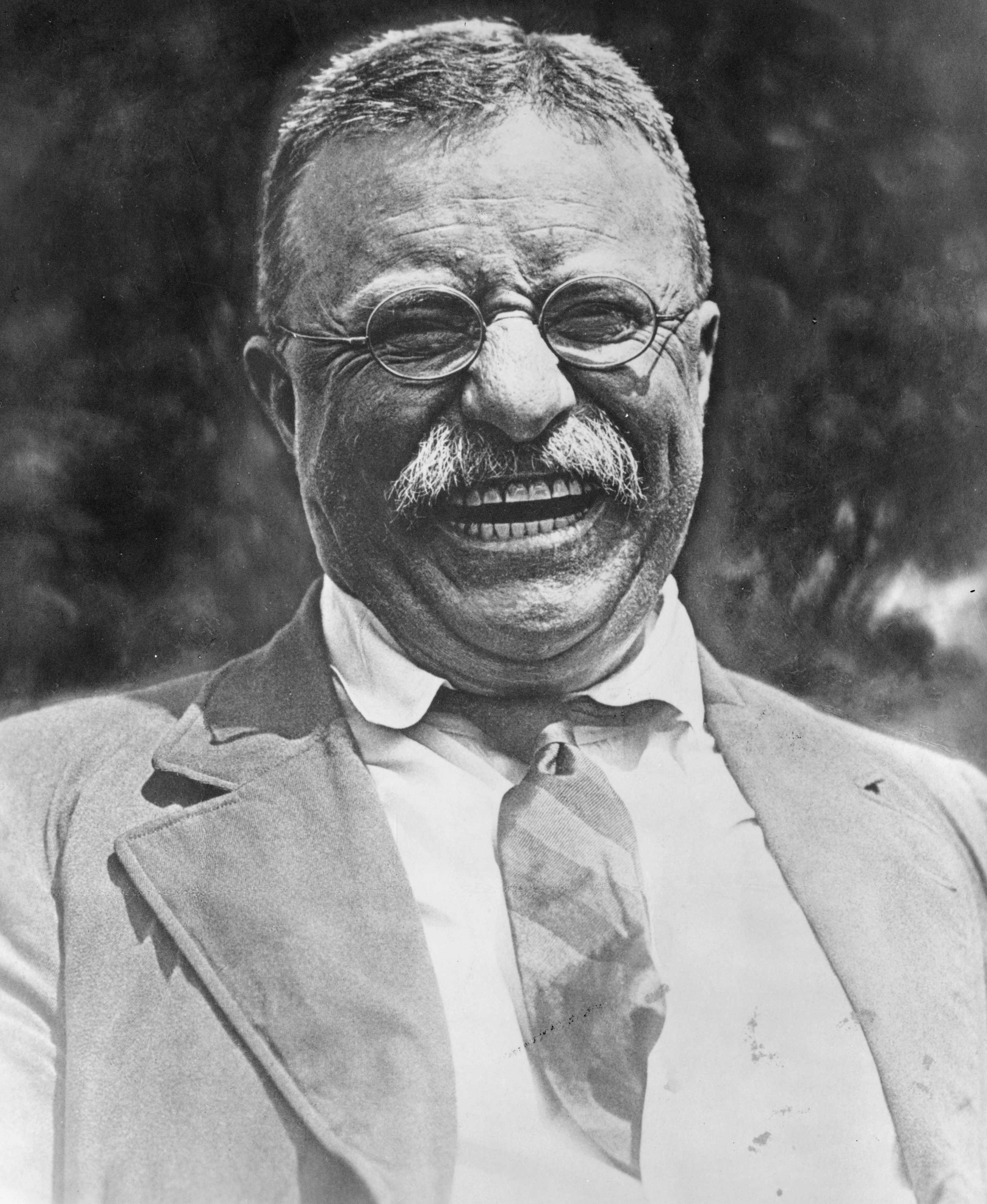
Theodore Roosevelt, 26. Präsident der Vereinigten Staaten

 Roosevelts Präsidentschaft war gekennzeichnet von zahlreichen personellen Umbesetzungen in seinem Kabinett. So gab es in den siebeneinhalb Jahren sechs Marineminister und fünf Postminister. Lediglich Landwirtschaftsminister James Wilson blieb volle acht Jahre im Amt. Roosevelts Nachfolger William Howard Taft übte zwischen 1904 und 1908 das Amt des Kriegsministers aus.

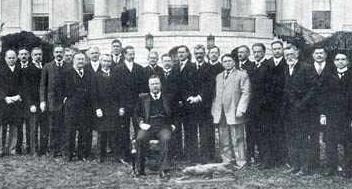
Theodore Roosevelt mit seinem Kabinett.

Während Roosevelts Amtszeit wurde mit dem Handels- und Arbeitsministerium eine neue Behörde geschaffen, als deren erster Leiter George B. Cortelyou fungierte. Er übernahm in den folgenden Jahren auch noch die Ämter des Post- und des Finanzministers.
Roosevelts Marineminister von 1905 bis 1906 und Justizminister von 1906 bis 1909, Charles Joseph Bonaparte, war ein Enkel von Jérôme Bonaparte, dem jüngeren Bruder Napoleons I.

## Mehrheit im Kongress
| Präsident                         | Präsident              | Kongress | Haus  | Haus    | Senat | Senat | Gesamt | Gesamt             |
| --------------------------------- | ---------------------- | -------- | ----- | ------- | ----- | ----- | ------ | ------------------ |
|                                   | Theodore Roosevelt (R) | 57.      |       | 200/357 |       | 56/90 |        | Unified government |
| 58.                               | Theodore Roosevelt (R) | 207/386  | 57/90 |         |       |       |        | Unified government |
| 59.                               | Theodore Roosevelt (R) | 251/386  | 58/90 |         |       |       |        | Unified government |
| 60.                               | Theodore Roosevelt (R) | 223/391  | 61/92 |         |       |       |        | Unified government |
| Quelle: Repräsentantenhaus, Senat |                        |          |       |         |       |       |        |                    |

## Das Kabinett
| Ressort / Amt                                        | Amtsinhaber               | Partei | Partei           | Zeitraum  | Bild |
| ---------------------------------------------------- | ------------------------- | ------ | ---------------- | --------- | ---- |
| Präsident der Vereinigten Staaten                    | Theodore Roosevelt        |        | Republikaner (R) | 1901–1909 |      |
| Vizepräsident der Vereinigten Staaten                | vakant                    |        |                  | 1901–1905 |      |
| Vizepräsident der Vereinigten Staaten                | Charles Warren Fairbanks  |        | R                | 1905–1909 |      |
| Ministerämter                                        |                           |        |                  |           |      |
| Außenminister der Vereinigten Staaten                | John Milton Hay           |        | R                | 1901–1905 |      |
| Außenminister der Vereinigten Staaten                | Elihu Root                |        | R                | 1905–1909 |      |
| Außenminister der Vereinigten Staaten                | Robert Bacon              |        | R                | 1909      |      |
| Finanzminister der Vereinigten Staaten               | Lyman Judson Gage         |        | R                | 1901–1902 |      |
| Finanzminister der Vereinigten Staaten               | Leslie Mortier Shaw       |        | R                | 1902–1907 |      |
| Finanzminister der Vereinigten Staaten               | George Bruce Cortelyou    |        | R                | 1907–1909 |      |
| Kriegsminister der Vereinigten Staaten               | Elihu Root                |        | R                | 1901–1904 |      |
| Kriegsminister der Vereinigten Staaten               | William Howard Taft       |        | R                | 1904–1908 |      |
| Kriegsminister der Vereinigten Staaten               | Luke Edward Wright        |        | R                | 1908–1909 |      |
| Marineminister der Vereinigten Staaten               | John Davis Long           |        | R                | 1901–1902 |      |
| Marineminister der Vereinigten Staaten               | William Henry Moody       |        | R                | 1902–1904 |      |
| Marineminister der Vereinigten Staaten               | Paul Morton               |        | R                | 1904–1905 |      |
| Marineminister der Vereinigten Staaten               | Charles Joseph Bonaparte  |        | R                | 1905–1906 |      |
| Marineminister der Vereinigten Staaten               | Victor Howard Metcalf     |        | R                | 1906–1908 |      |
| Marineminister der Vereinigten Staaten               | Truman Handy Newberry     |        | R                | 1908–1909 |      |
| Justizminister der Vereinigten Staaten               | Philander Chase Knox      |        | R                | 1901–1904 |      |
| Justizminister der Vereinigten Staaten               | William Henry Moody       |        | R                | 1904–1906 |      |
| Justizminister der Vereinigten Staaten               | Charles Joseph Bonaparte  |        | R                | 1906–1909 |      |
| Postminister der Vereinigten Staaten                 | Charles Emory Smith       |        | R                | 1901–1902 |      |
| Postminister der Vereinigten Staaten                 | Henry Clay Payne          |        | R                | 1902–1904 |      |
| Postminister der Vereinigten Staaten                 | Robert John Wynne         |        | R                | 1904–1905 |      |
| Postminister der Vereinigten Staaten                 | George Bruce Cortelyou    |        | R                | 1905–1907 |      |
| Postminister der Vereinigten Staaten                 | George von Lengerke Meyer |        | R                | 1907–1909 |      |
| Innenminister der Vereinigten Staaten                | Ethan Allen Hitchcock     |        | R                | 1901–1907 |      |
| Innenminister der Vereinigten Staaten                | James Rudolph Garfield    |        | R                | 1907–1909 |      |
| Landwirtschaftsminister der Vereinigten Staaten      | James Wilson              |        | R                | 1901–1909 |      |
| Handels- und Arbeitsminister der Vereinigten Staaten | George Bruce Cortelyou    |        | R                | 1903–1904 |      |
| Handels- und Arbeitsminister der Vereinigten Staaten | Victor Howard Metcalf     |        | R                | 1904–1906 |      |
| Handels- und Arbeitsminister der Vereinigten Staaten | Oscar Solomon Straus      |        | R                | 1906–1909 |      |